# SN 2008am
SN 2008am – supernowa odkryta w 2008 znajdująca się w galaktyce SDSS J122836.32+153449.6 położonej w gwiazdozbiorze Warkocz Bereniki, odległa o około 3,7 miliarda lat świetlnych od Ziemi. Jedna z najjaśniejszych supernowych kiedykolwiek odkrytych, w najjaśniejszym momencie wybuchu była ponad 100 miliardów razy jaśniejsza od Słońca.
Eksplozja supernowej SN 2008am była ponad sto razy jaśniejsza od wybuchu normalnej supernowej.  Zaliczana jest do klasy tzw. superluminous supernova (super-jasna supernowa), szerokiej, heterogenicznej klasy wybuchów do której należą takie supernowe jak SN 2005ap, SN 2006gy, SN 2006tf, SN 2008es, SN 2008fz, SN 2008iy czy SCP 06F6.
Wybuchy tego typu są bardzo rzadkie, w przeciętnej galaktyce supernowe wybuchają co ok. 100 lat, super-jasne supernowe eksplodują ponad 1000 razy rzadziej.
Wybuch został odkryty przez zespół astronomów pracujący pod kierownictwem Emmanouila Chatzopoulosa i dr. J. Craiga Wheelera ramach projektu ROTSE Supernova Verification Search, pierwszych obserwacji gwiazdy dokonano przy użyciu 18-calowego teleskopu ROTSE IIIb w University of Texas.  Do dalszych obserwacji i pomiarów użyto szeregu innych teleskopów, zarówno bazujących na Ziemi jak i położonych w kosmosie, takich jak Teleskop Hobby-Eberly, Teleskopy Kecka, PAIRITEL, Very Large Array i Swift.
Analizując supernową wzięto pod uwagę szereg hipotez mających wytłumaczyć jej niezwykłą energię i znaczną jasność.  Brano między innymi pod uwagę możliwości takie jak pair instability supernova która wybucha w potężnej eksplozji całkowicie się przy tym rozrywając, spowalniający magnetar i inne bardziej egzotyczne pomysły.  Najprawdopodobniej jednak była to tzw. supernowa typu IIn powstała po wybuchu bardzo dużej gwiazdy typu S Doradus, która przed wybuchem odrzuciła część swojej materii.  Niezwykła jasność wybuchu była wynikiem skomplikowanych interakcji zachodzących pomiędzy falą uderzeniową przechodzącą przez odrzuconą wcześniej przez gwiazdę materię wypełniająca przestrzeń kosmiczną wokół niej.